# دليك داش
دليك داش (بالإنجليزية: Delik Dash)‏ هي مستوطنة تقع في قسم انغوت الغربي الريفي في إيران.